# Ruginosu
Ruginosu – wieś w Rumunii, w okręgu Caraș-Severin, w gminie Copăcele. W 2011 roku liczyła 125 mieszkańców. 